# Ballymoss
Ballymoss (1954-1979) est un cheval de course pur-sang irlandais, vainqueur du Prix de l'Arc de Triomphe 1958.

## Carrière de course
Né en Angleterre, Ballymoss passa sur le ring aux ventes de yearlings de Doncaster où Vincent O'Brien, entraîneur irlandais plutôt orienté vers l'obstacle (il a toutefois déjà un classique à son palmarès, l'Irish Derby avec Chamier en 1953), l'acquiert pour 4 500 Guinées pour le compte du magnat de l’immobilier américain John McShain. La première saison de Ballymoss est ordinaire : une victoire en quatre sorties, en l'occurrence un maiden disputé à Leopardstown. En 1957, le poulain rate sa rentrée mais s'impose dans une course principale, les Trigo Stakes, et Vincent O'Brien décide de l'envoyer tenter sa chance dans le Derby d'Epsom, preuve de l'estime qu'il lui porte. Cette candidature, pas très solide a priori, suscite seulement un peu de méfiance : d'abord proposé à 100/1, Ballymoss s'élance finalement à 33/1. Et il donne raison à son entourage d'avoir tenté le pari, puisqu'il prend une excellent deuxième place derrière l'étoile filante Crepello, le meilleur poulain anglais, déjà vainqueur des 2000 Guinées et qu'on ne reverra malheureusement plus en piste, en raison d'une blessure.
Auréolé de ce nouveau statut classique, Ballymoss confirme trois semaines plus tard en enlevant l'Irish Derby qu'il a franchi plusieurs paliers. Il est certes battu dans les Great Voltigeur Stakes (battu par le terrain, sans doute), mais il s'offre un deuxième classique avec le St. Leger, où il prend sa revanche sur Brioche, qui l'avait devancé quinze jours plus tôt. Mais l'année se termine mal : Ballymoss, plutôt que vise le Prix de l'Arc de Triomphe où il aurait été l'un des favoris, s'aligne dans les Champion Stakes et se loupe complètement, finissant à distance de la mileuse de l'Aga Khan Rose Royale.
Ballymoss est meilleur d'année en année, et sa troisième saison sera sa plus belle. Après une défaite pour sa rentrée, le cheval (qui se découvre un nouveau partenaire attitré, le jockey australien Scobie Breasley) semble inarrêtable. Il commence par une victoire dans la Coronation Cup face au Français Fric, tenant du titre, puis écrabouille de six longueurs le 3 ans de la Reine Restoration et le tenant du titre Arctic Explorer. Ensuite, il s'offre deux autres représentant de la casaque royale, Almeria et Doutelle, à l'arrivée des King George VI & Queen Elizabeth Stakes à Ascot. Ballymoss débarque donc à Longchamp pour le Prix de l'Arc de Triomphe pour assoir son statut de numéro 1 européen, à condition de battre les Français, qui ne sont pas les premiers venus : le champion Tanerko (vainqueur cette année-là du Prix Ganay et du Grand Prix de Saint-Cloud), l'increvable Fric et l'exceptionnelle Bella Paola, la meilleure pouliche d'Europe. Mais tous doivent s'avouer vaincus par Ballymoss, qui s'impose facilement. Pour achever sa brillante carrière, il est envoyé disputer le Washington, D.C. International, qui enregistre cette année-là des candidatures d'Allemagne, d'Union Soviétique, du Venezuela, d'Argentine et d'Australie. C'est d'ailleurs un Australien, Sailor's Guide, qui s'impose sur tapis vert après la rétrogradation du vainqueur, l'ex-Anglais Tudor Era, coupable d'avoir gêné son adversaire. Ballymoss, lui, rate ses adieux et finit seulement troisième, pas très à l'aise sur la piste étroite de Laurel Park. Quand il se retire, Ballymoss est avec £ 114 150 de gains le cheval le plus riche de l'histoire des courses anglaises et irlandaises, faisant mieux que Tulyar en 1952 (£ 76 577) - un record qui sera battu par Ragusa en 1963. Timeform lui décerne l'excellent rating de 136.

### Résumé de carrière
| Date         | Hippodrome   | Pays        | Course                               | Distance    | Jockey      | Place       | Écart       | Vainqueur ou deuxième |
| 1956, 2 ans  | 1956, 2 ans  | 1956, 2 ans | 1956, 2 ans                          | 1956, 2 ans | 1956, 2 ans | 1956, 2 ans | 1956, 2 ans | 1956, 2 ans           |
| ------------ | ------------ | ----------- | ------------------------------------ | ----------- | ----------- | ----------- | ----------- | --------------------- |
| 21 juillet   | Curragh      | Irlande     | Maiden                               | 1 200 m     | G. Gallaher | 0 / 22      | ―           | Steel Flash           |
| 12 septembre | Laytown      | Irlande     | Maiden                               | 1 000 m     | T. Burns    | 2e / 10     | 1           | Bell Bird             |
| 29 septembre | Leopardstown | Irlande     | Maiden                               | 1 400 m     | T. Burns    | 1er / 16    | 2           | El Minzah             |
| 20 octobre   | Curragh      | Irlande     | Stayers Plate                        | 1 400 m     | T. Burns    | 2e / 14     | 2 ½         | Martini               |
| 1957, 3 ans  |              |             |                                      |             |             |             |             |                       |
| 6 avril      | Curragh      | Irlande     | Madrid Free Handicap                 | 1 400 m     | T. Burns    | 0 / 17      | ―           | Fuel                  |
| 10 mai       | Leopardstown | Irlande     | Trigo Stakes                         | 2 400 m     | J. Power    | 1er / 8     | enc.        | Chevastrid            |
| 5 juin       | Epsom        | Royaume-Uni | Derby                                | 2 400 m     | T. Burns    | 2e / 22     | 1 ½         | Crepello              |
| 26 juin      | Curragh      | Irlande     | Irish Derby                          | 2 400 m     | T. Burns    | 1er / 8     | 4           | Hindu Festival        |
| 21 août      | York         | Royaume-Uni | Great Voltigeur Stakes               | 2 400 m     | T. Burns    | 2e / 7      | 4           | Brioche               |
| 11 septembre | Doncaster    | Royaume-Uni | St. Leger                            | 2 920 m     | T. Burns    | 1er / 16    | 1           | Court Harwell         |
| 17 octobre   | Newmarket    | Royaume-Uni | Champion Stakes                      | 2 000 m     | T. Burns    | 6e / 7      | 20          | Rose Royale           |
| 1958, 4 ans  |              |             |                                      |             |             |             |             |                       |
| 8 mai        | Chester      | Royaume-Uni | Ormonde Stakes                       | 2 700 m     | T. Burns    | 2e / 6      | 2           | Doutelle              |
| 5 juin       | Epsom        | Royaume-Uni | Coronation Cup                       | 2 400 m     | S. Breasley | 1er / 5     | 2           | Fric                  |
| 12 juillet   | Sandown      | Royaume-Uni | Eclipse Stakes                       | 2 000 m     | S. Breasley | 1er / 7     | 6           | Restoration           |
| 19 juillet   | Ascot        | Royaume-Uni | King George VI & Queen Elizabeth St. | 2 400 m     | S. Breasley | 1er / 8     | 3           | Almeria               |
| 5 octobre    | Longchamp    | France      | Prix de l'Arc de Triomphe            | 2 400 m     | S. Breasley | 1er / 17    | 2           | Fric                  |
| 11 novembre  | Laurel Park  | États-Unis  | Washington, D.C. International       | 2 400 m     | S. Breasley | 3e / 10     | tête        | Sailor's Guide        |

## Au haras
Installé à Whitsbury Manor Stud à Fordingbridge, Hampshire, Ballymoss a plutôt réussi sa carrière d'étalon et il est parvenu à tracer. Son meilleur produit est le champion Royal Palace (2000 Guinées, Derby, Coronation Cup, Eclipse Stakes, King George). Mais il a surtout brillé en tant que père de mères, puisque ses filles ont donné :
- Levmoss - Prix de l'Arc de Triomphe, Prix du Cadran, Gold Cup.
- Le Moss - Le seul cheval à avoir remporté deux fois la triple couronne des stayers (Gold Cup, Goodwood Cup, Doncaster Cup).
- Teenoso - Derby, Grand Prix de Saint-Cloud, King George VI & Queen Elizabeth Stakes.
- Stage Door Johnny - Belmont Stakes, 3 ans de l'année 1968 aux États-Unis.

## Origines
Ballymoss est le meilleur produit de Mossborough, dont le principal fait d'armes est une deuxième place dans les Eclipse Stakes et qui connut une belle réussite au haras en donnant également Cavan (Belmont Stakes) ou Noblesse (Oaks). Sa mère, Indian Call, était atteinte de lenteur et fut vendue aux enchères pour... 15 guinées. Elle était pourtant de belle naissance puisqu'issue d'une formidable lignée de juments. En effet la deuxième mère de Ballymoss est la lauréate des Yorkshire Oaks Flittemere. La troisième mère est Keysoe, lauréate du St. Leger 1919, des Newmarket Oaks, des Nassau Stakes et troisième de la Gold Cup 1920. Et la quatrième mère, Keystone, a remporté les Oaks, les Sandown Produce Stakes, les Coronation Stakes et le St. Leger de Liverpool.

### Pedigree
| Origines de Ballymoss (GB), mâle alezan né en 1954 | Origines de Ballymoss (GB), mâle alezan né en 1954 | Origines de Ballymoss (GB), mâle alezan né en 1954 | Origines de Ballymoss (GB), mâle alezan né en 1954 |
| -------------------------------------------------- | -------------------------------------------------- | -------------------------------------------------- | -------------------------------------------------- |
| Père Mossborough                                   | Nearco                                             | Pharos                                             | Phalaris                                           |
| Père Mossborough                                   | Nearco                                             | Pharos                                             | Scapa Flow                                         |
| Père Mossborough                                   | Nearco                                             | Nogara                                             | Havresac                                           |
| Père Mossborough                                   | Nearco                                             | Nogara                                             | Catnip                                             |
| Père Mossborough                                   | All Moonshine                                      | Bobsleigh                                          | Gainsborough                                       |
| Père Mossborough                                   | All Moonshine                                      | Bobsleigh                                          | Toboggan                                           |
| Père Mossborough                                   | All Moonshine                                      | Selene                                             | Chaucer                                            |
| Père Mossborough                                   | All Moonshine                                      | Selene                                             | Serenissima                                        |
| Mère Indian Call                                   | Singapore                                          | Gainsborough                                       | Bayardo                                            |
| Mère Indian Call                                   | Singapore                                          | Gainsborough                                       | Rosedrop                                           |
| Mère Indian Call                                   | Singapore                                          | Tetrabbazia                                        | The Tetrarch                                       |
| Mère Indian Call                                   | Singapore                                          | Tetrabbazia                                        | Abbazia                                            |
| Mère Indian Call                                   | Flittemere                                         | Buchan                                             | Sunstar                                            |
| Mère Indian Call                                   | Flittemere                                         | Buchan                                             | Hamoaze                                            |
| Mère Indian Call                                   | Flittemere                                         | Keysoe                                             | Swynford                                           |
| Mère Indian Call                                   | Flittemere                                         | Keysoe                                             | Keystone (famille 2-u)                             |